# Kanton Bourg-Saint-Maurice
Der Kanton Bourg-Saint-Maurice ist seit 1860 ein französischer Wahlkreis im Département Savoie in der Region Auvergne-Rhône-Alpes. Im Rahmen der landesweiten Neuordnung der Kantone 2015 vergrößerte er sich, indem er die neun Gemeinden des aufgelösten Kantons Aime eingliederte. Er umfasst damit zwölf Gemeinden aus dem Arrondissement Albertville, sein Hauptort (frz.: bureau centralisateur) ist Bourg-Saint-Maurice. 

## Gemeinden
Der Kanton besteht aus zwölf Gemeinden mit insgesamt 25.234 Einwohnern (Stand: 2022) auf einer Gesamtfläche von 841,15 km²:
| Gemeinde                   | Einwohner 1. Januar 2022 | Fläche km² | Dichte Einw./km² | Code INSEE | Postleitzahl |
| -------------------------- | ------------------------ | ---------- | ---------------- | ---------- | ------------ |
| Aime-la-Plagne             | 4.409                    | 94,67      | 47               | 73006      | 73210        |
| Bourg-Saint-Maurice        | 7.228                    | 179,07     | 40               | 73054      | 73700        |
| Landry                     | 810                      | 10,62      | 76               | 73142      | 73210        |
| La Plagne Tarentaise       | 3.825                    | 96,07      | 40               | 73150      | 73210        |
| Les Chapelles              | 566                      | 17,31      | 33               | 73077      | 73700        |
| Montvalezan                | 729                      | 25,90      | 28               | 73176      | 73700        |
| Peisey-Nancroix            | 633                      | 70,64      | 9                | 73197      | 73210        |
| Sainte-Foy-Tarentaise      | 690                      | 100,15     | 7                | 73232      | 73640        |
| Séez                       | 2.460                    | 42,55      | 58               | 73285      | 73700        |
| Tignes                     | 1.953                    | 81,63      | 24               | 73296      | 73320        |
| Val-d’Isère                | 1.572                    | 94,39      | 17               | 73304      | 73150        |
| Villaroger                 | 359                      | 28,15      | 13               | 73323      | 73640        |
| Kanton Bourg-Saint-Maurice | 25.234                   | 841,15     | 30               | 7305       | –            |

Bis zur Neuordnung bestand der Kanton Bourg-Saint-Maurice aus den acht Gemeinden Bourg-Saint-Maurice, Les Chapelles, Montvalezan, Sainte-Foy-Tarentaise, Séez, Tignes, Val-d’Isère und Villaroger. Sein Zuschnitt entsprach einer Fläche von 569,15 km2. Er besaß vor 2015 einen anderen INSEE-Code als heute, nämlich 7307.

## Veränderungen im Gemeindebestand seit 2016
2016: 
- Fusion Aime, Granier und Montgirod → Aime-la-Plagne
- Fusion Bellentre, La Côte-d’Aime, Mâcot-la-Plagne und Valezan → La Plagne Tarentaise

## Politik
| Vertreter im Départementsrat | Vertreter im Départementsrat         | Vertreter im Départementsrat |
| Amtszeit                     | Namen                                | Partei                       |
| ---------------------------- | ------------------------------------ | ---------------------------- |
| 1999–2011                    | Jacqueline Poletti                   | UMP                          |
| 2011–2015                    | Eric Minoret                         | SE                           |
| 2015–                        | Auguste Picollet Cécile Utille-Grand | –                            |